# Mighty Wanderers FC
Actualités
Le Mighty Wanderers FC est un club malawite de football basé à Blantyre.

## Palmarès
- Championnat du Malawi (6)
  - Champion : 1990, 1996, 1997, 1998, 2006, 2017

- Coupe du Malawi (5)
  - Vainqueur : 2005, 2012, 2013, 2016, 2018